# Bartolomeu Perestrelo
Bartolomeu Perestrelo o Perestrello  (Circa|ca. 1395-Porto Santo, c. 1457), también llamado Pedro Moniz Perestrelo o Perestrello, ya que añadió el nombre Moniz a causa de su tercera esposa, Isabel Moniz, fue un hidalgo y navegante portugués del siglo XV, que junto a João Gonçalves Zarco y Tristão Vaz Teixeira, pobló las islas Madeira (1419-20) y fue primer capitão donatário, señor y gobernador de la isla de Porto Santo (ca. 1395-1457).

## Biografía
Era hijo de Micer Filippo Pallastrelli (llamado Filipe Perestrelo o Perestrello en Portugal), un caballero lombardo que llegó a Portugal en 1385, según algunos dicen, por error en el séquito de la reina Leonor de Aragón y que fue hecho noble por Juan I de Portugal, que reconoció su escudo de armas y le hizo noble de escudo de armas en 1433; se casó con Catarina Vicente (algunos la llaman Caterina Visconti, quizás porque pensaban que era italiana, pero Filippo Pallastrelli ya nació en Portugal, o al menos vino aquí siendo niño, ya que se casó aquí; además, esta Catarina Vicente no tiene el estatus de Visconti en lo más mínimo), e hizo merced en 1437 de dos casas en la calle Sub-Ripas en la ciudad de Coímbra. Era a su vez hijo de Micer Gabriele Pallastrelli, un noble emiliano de Piacenza, y segundo marido (m. 1347) de Madama Bertolina Bracciforti (casado en primer lugar con Benigna Borgognoni, de la que tuvo a Bartolommeo Pallastrelli), nieto paterno de Gherardo Pallastrelli y su mujer Franceschina Forno y bisnieto de Matteo Pallastrelli y su esposa Benigna Scotti.
Se cree que ya participó en la conquista de Ceuta (1415). Pero parece que no participó en el “descubrimiento” de Madeira ni siquiera de Porto Santo.
Tras ser hidalgo escudero de la casa del infante Juan, continuó al servicio del infante Henrique, quien precisamente, en 1426, le envió en la segunda expedición de João Gonçalves Zarco y Tristão Vaz Teixeira para poblar las islas Madeira. Luego, en calidad de maestre de la Orden de Cristo, titular de las islas Madeira, Enrique le nombró capitán y le dio la administración de la capitanía de la isla de Porto Santo, ya que las de Funchal y Machico fueron entregadas, respectivamente, a Zarco y Vaz Teixeira, y le puso a cargo del poblamiento y colonización de esta isla. La colonización se había iniciado en 1428 y su capitanía fue de hecho la menos exitosa de las tres, debido a la escasez de agua, el hambre y la piratería, una plaga constante. No fue allí inmediatamente, o regresó, ya que en 1437 era vereador en el Senado de la Cámara de Lisboa.
Una leyenda le atribuye la responsabilidad de la pobre vegetación de Porto Santo. En su primer desembarco en la isla llevó una coneja embarazada que se escapó y su progenie invadió la isla en pocos años. De hecho, la isla era pobre en agua, y lo que parecía ser una empresa buena para él se convirtió en la causa de la ruina financiera de la familia.
El 8 de junio de 1431 se tiene certeza de que fue casado con Margarida Martins, porque en esa fecha Juan I de Portugal donó a este matrimonio unas casas de foro (juzgados) en la Rua Nova, junto a la Porta da Herva (Lisboa).
En 1438, con su hermano Richarte Perestrelo o Perestrello, fue vereador del Senado de la Cámara de Lisboa.
El 15 de mayo de 1441 Afonso V de Portugal cedió a Pero Gonçalves, comerciante, unas casas en la ciudad de Lisboa, en la Rua Nova, que fueron alquiladas a Bartolomeu Perestrelo, caballero, y a Margarida Martins, su esposa, según carta de Juan I (8 de junio de 1431).
En 1442 fue procurador de Braganza.
El 15 de marzo de 1473 Afonso V de Portugal confirmó la donación, para siempre, a Bartolomeu Perestrelo, criado del infante Fernando, hijo de Bartolomeu Perestrelo, el Viejo, de la isla de Porto Santo, con toda jurisdicción civil y penal, excepto la pena de muerte y mutilación, entre otros privilegios, tras una acción con Pero Correia, caballero de su Casa y servidor del infante Enrique, que la dicha isla tenía y poseía (Inserto carta de donación del infante Enrique de 1 de noviembre de 1446).
Solo el 1 de septiembre de 1449, ya referido como noble de la Casa del infante Enrique, tuvo el señorío de dicha isla de Porto Santo: «Eu dou carreguo a Bertholomeu perestrello, fidalgo de minha casa da minha ylha de porto santo para que elle dito Bertholomeu perestrello ha mantenha por mim em Justiça & direyto & morrendo elle a mim praz que seu filho primeyro ou algum se tal for tenha este carreguo pela guisa suso dita y asy de decemdente em decemdente por linha dereyta... tenha... jurisdiçom... do ciuell & crime resalbando morte ou talhamento de membro...».
Se casó cuatro veces, en primer lugar c. 1418 con Branca Dias (c. 1419-Lisboa, d. 1470), de quien tuvo a Branca Dias, doncella de la reina Leonor de Aragón, con descendencia de Pedro de Noroña, arzobispo de Lisboa, en segundo lugar antes de 8 de junio de 1431 con Margarida Martins, sin descendencia; en tercer lugar alrededor de 1446 con Catarina de Mendonça (n. c. 1430), con la que tuvo tres hijas; y en cuarto lugar alrededor de 1450 con Isabel Moniz, con quien tuvo cuatro hijos: Bartolomeo, Felipa,  Cristóvão y Violante (o Briolanja). Una de sus hijas, Felipa Moniz (nacida ca. 1455) en 1479 se convirtió en la primera esposa de Cristóbal Colón, que vivió en Madeira y Porto Santo. Como parte de la dote, Colón recibió de Perestrello todas las cartas de los vientos y las corrientes de las posesiones portuguesas en el Atlántico, y estos cartas pueden haber ayudado al descubrimiento de Colón del Nuevo Mundo.
Era también hermano de Rafael Perestrello, que se casó y tuvo descendencia, antepasado de los Perestrellos de Torres Vedras. También tuvo una hermana: Catarina Perestrello, casada con Aires Anes de Beja, Escrivão da Puridade, un secretario de Juan I de Portugal. Varios historiadores han afirmado que dos hermanas de Bartolomeo, llamadas Isabel y Blanca, fueron amantes del arzobispo de Lisboa Pedro de Noroña, con quien tuvieron hijos. Se trata sin embargo de un error, desmentido por la investigadora Luisa d'Arienzo en 2007.

## Primitiva administración de la Capitanía de Porto Santo
Perestrelo pronto se sintió disgustado con la parte que le había correspondido, y tras los primeros años de su gobierno renunció a la capitanía y regresó al Reino, siendo después obligados a regresar a Porto Santo por el Infante D. Enrique.
Muerto Perestrelo antes de 1458, la capitanía pasa a manos de la viuda, Isabel Moniz, administradora durante la minoría de su hijo Bartolomeu. Isabel Moniz enseguida trato de deshacerse de la incómoda capitanía, y en 1458 acertó a venderla por 300.000 reales, con más de 30.000 de interés anual, a Pedro Correia da Cunha, que más tarde se casó con una de sus hijastras, Isoa Perestrelo. Pedro Correia da Cunha, fue así el 2.º Capitão do Donatário (Capitán del Donatario) de Porto Santo.
Sólo en 1473, siendo Bartolomeu Perestrelo el Mozo ya mayor, promovió una acción ante Alfonso V de Portugal logrando recuperar la capitanía, convirtiéndose así en el 3 capitán Donatario, y volviendo la capitanía de Porto Santo al linaje de Perestrelos en el que se quedaría, aunque sin embargo, en unas pocas generaciones, y por una administración tanto onerosa como arrogante, mezclada con diversos delitos de sangre, pronto se ganaron el odio de la población de la isla.